# Cypripedium guttatum
Cypripedium guttatum é uma espécie de orquídea terrestre, família Orchidaceae, que habita da Rússia europeia à Coreia, Alasca e Yukon.